# Gambassi Terme
Gambassi Terme là một đô thị ở tỉnh Firenze trong vùng Toscana, tọa lạc khoảng 35 km về phía tây nam của Florence. Tại thời điểm ngày 31 tháng 12 năm 2004, đô thị này có dân số 4.828 người và diện tích là 83,1 km².
Gambassi Terme giáp các đô thị sau: Castelfiorentino, Certaldo, Montaione, San Gimignano, Volterra.